# Iain Crichton Smith
Iain Crichton Smith (Schots-Gaelisch: Iain Mac a' Ghobhainn) (Glasgow, 1 januari 1928 – Taynuilt, 15 oktober 1998) was een Schots dichter en schrijver van romans en korte verhalen.

## Levensloop
Smith was de zoon van twee Hooglanders en werd geboren in Glasgow. Na de dood van zijn vader verhuisde hij als tweejarige met het gezin naar Pabail Iarach, op het Eye-schiereiland van het Buiten-Hebridische eiland Leòdhas. Hij woonde er op een kleine boerderij en ging naar school in de hoofdstad Steòrnabhagh, waar hij Engels leerde; zijn moedertaal was, zoals bij de meeste mensen uit de streek, Schots-Gaelisch.
Na afronding van zijn middelbare school studeerde hij Engels aan de Universiteit van Aberdeen. Hij studeerde in 1949 af. Destijds bestond in het Verenigd Koninkrijk nog dienstplicht. Smith vervulde die in een speciaal onderwijscorps, waarna hij als leraar aan de slag ging. Van 1952 tot 1977 gaf hij les in achtereenvolgens Clydebank, Dumbarton en Oban; ondertussen publiceerde hij reeds verschillende werken, waaronder Engelse vertalingen van Sorley MacLean (Somhairle MacGille-Eain). Hij huwde met Donalda Logan, en vanaf 1977 werd hij voltijds schrijver. In 1980 werd hij onderscheiden met de benoeming tot Officier in de Orde van het Britse Rijk.
Niettegenstaande zijn Gaelische achtergrond schreef Smith meer werken in het Engels dan in het Schots; volgens zijn collega-dichter Edwin Morgan omdat hij wilde bewijzen dat hij, voor wie Engels tenslotte een vreemde taal was, er even goed in kon schrijven als al die andere dichters voor wie het de moedertaal was. Vaak schreef hij evenwel twee equivalente versies van zijn werken, een in het Gaelisch en een in het Engels.
Karakteristiek voor zijn werk is de symbolisering van innerlijke emoties door middel van natuur- en weersbeschrijvingen. Een vaak terugkerende figuur is een oude vrouw, meestal een weduwe; mogelijk op zijn moeder gebaseerd. De psychologische achtergrond getuigt van een afwijzing van elk dogma; Smith had een afkeer van autoriteit, en in het bijzonder van religieuze autoriteit. De geborgen eilandmaatschappij van de Hebriden, met veel sociale controle, wekte zijn weerstand op; hij was atheïst, wat afstak tegen de ietwat conservatieve mentaliteit van de Keltische eilandbewoners, die hij er bijwijlen van verdacht dat ze tegen kunst gekant waren. Verder spreekt uit zijn werk een grote belangstelling voor de Schotse geschiedenis, en wat erin is misgelopen.
Zijn bekendste werk is de roman Consider the Lilies, het verhaal van een verpauperde, diepgelovige oude weduwe die ten tijde van de ontruiming van de Hooglanden uit haar huis gezet dreigt te worden. In een verrassende wending blijkt ze, wanneer niemand haar nog wil helpen, steun te vinden bij een atheïstische rebel die zich hardhandig tegen de onteigeningen verzet. Aan het eind van haar leven krijgt ze spijt dat ze de wereld altijd zomaar aanvaard heeft, en poogt ze alsnog in opstand te komen. In deze roman zitten alle ideeën en opvattingen van Smith op harmonieuze wijze vervat.
Hij overleed op 60-jarige leeftijd in Taynuilt, een dorpje nabij Oban.

## Werken
- 1955 - The Long River
- 1960 - Burn is Aran
- 1961 - Culloden and After
- 1961 - Thistles and Roses
- 1962 - Deer on the High Hills
- 1963 - An Dubh is an Gorm
- 1965 - Old Woman
- 1965 - Biobuill is Sansan Reice
- 1965 - The Law and the Grace
- 1966 - Modern Gaelic Verse
- 1967 - The Golden Lyric: an Essay on the Poetry of Hugh MacDiarmid
- 1968 - At Helensburgh
- 1968 - Consider the Lilies
- 1969 - Ben Dorain by Duncan Ban MacIntyre
- 1969 - From Bourgeois Land
- 1969 - The Last Summer
- 1970 - Iain am Measg nan Reultan
- 1970 - Maighstirean is Ministearan
- 1970 - Selected Poems
- 1970 - The Black and the Red
- 1970 - Survival without Error
- 1971 - My Last Duchess
- 1971 - Poems to Eimhir (vertaling van gedichten van Sorley MacLean)
- 1972 - Love Poems and Elegies
- 1973 - An t-Aghar Ameireaganach
- 1973 - Rabhndan is Rudan
- 1974 - Eadar Fealla-dha is Glaschu
- 1974 - Goodbye Mr Dixon
- 1974 - Hami Autumn
- 1975 - The Notebooks of Robinson Crusoe
- 1975 - The Permanent Island
- 1976 - An t-Aonaran
- 1977 - The Hermit and Other Stories
- 1978 - An End to Autumn
- 1978 - River, River
- 1979 - On the Island
- 1981 - Murdo
- 1982 - A Field Full of Folk
- 1982 - Selected Poems 1955-1982
- 1982 - The Search
- 1984 - Mr Trill in Hades
- 1984 - The Exiles
- 1985 - Selected Poems
- 1985 - The Tenement
- 1986 - Towards the Human: Selected Essays
- 1986 - A Life
- 1987 - An t-Eilean agus an Caan
- 1987 - In the Middle of the Wood
- 1989 - A' Bheinn Oir
- 1989 - Na Speuclairean Dubha
- 1989 - The Dream
- 1990 - Selected Poems
- 1991 - Turas tro Shaoghal Falamh
- 1991 - Na Guathan
- 1992 - An Honourable Death
- 1992 - Collected Poems
- 1992 - An Dannsa mu Dhearadh
- 2006 - Am Miseanaraidh (postuum)

- Bibsys: 90063024
- Bibliothèque nationale de France: cb123841287 (data)
- CiNii: DA01393907
- Digitale Bibliotheek voor de Nederlandse Letteren: maca010
- Gemeinsame Normdatei: 119083299
- International Standard Name Identifier: 0000 0001 2028 7844
- Library of Congress Control Number: n50018819
- Nationale Bibliotheek van Letland: 000070324
- MusicBrainz: 263f6b2d-0c01-4d43-89e4-f45383ee4355
- Nationale Bibliotheek van Tsjechië: jn19990008042
- Nationale bibliotheek van Australië: 36432242
- Nationale Bibliotheek van Israël: 987007453714505171
- Nederlandse Thesaurus van Auteursnamen: 070685169
- Réseau des bibliothèques de Suisse occidentale: 02-A003839375
- SNAC: w6kd4fws
- Système universitaire de documentation: 032901437
- Virtual International Authority File: 76398677
- WorldCat: E39PBJwxGXQyDTHxmp3mcDdRKd